# Skacko
Maicol Cusimano, Skacko trong nghệ thuật, và là một rapper Ý hứa hẹn, sinh ra tại Milan trên 18 Tháng ba năm 1990. Lớn lên đã luôn luôn được để Monza, trong San Fruttuoso, DTK là một thành viên của Crew với Gemini, Prince và Clay.